# Aeroporto di Cremona-Migliaro
L'Aeroporto Cremona-Migliaro (IATA: nessuno, ICAO: LILR) è un piccolo aeroporto per soli aeromobili da turismo di proprietà della Provincia di Cremona e gestito dell'Aeroclub di Cremona. La pista è lunga 650 metri.
All'interno dell'area aeroportuale è presente anche un eliporto per mezzi di soccorso, con una piazzola di 20 metri di diametro in cemento, che grazie alla presenza di luci di pista è abilitato anche per atterraggi e decolli notturni.